# Miguel Ángel Ramírez Alcántara
Miguel Ángel Ramírez Alcántara (5 de abril de 1908 - 30 de julio de 1989) fue un militar, revolucionario, senador, antitrujillista, político y ministro dominicano durante el gobierno del triunvirato. Ramírez luchó por la implantación de sistemas democráticos en República Dominicana, Costa Rica, Guatemala y Nicaragua. Además fue determinante en el combate de San Isidro de El General contra las fuerzas del General Somarribas Tijerino en Costa Rica. Participó en la expedición de Cayo Confites de 1948, Expedición de Luperon en 1959, era miembro importante de la Legión del Caribe  y también participó en la Guerra de abril del 1965 combatiendo a favor del grupo constitucionalista. Considerado el luchador antitrujillista y revolucionario más importante de la República Dominicana.

## Biografía
Miguel Ángel Ramírez Alcantara nació el 5 de abril de 1908 en un campo de San Juan de la Maguana, Ramírez se convirtió en luchador antitrujillista luego que su hermano el comerciante Prim Ramírez fuera asesinado por matones de Trujillo, vivía exiliado en Guatemala y fue sorprendido por los acontecimientos que en 1954 depusieron al presidente Arbenz (Trujillo conjuntamente con la CIA había logrado instalar en el poder a Carlos Castillo Armas). Fue subsecretario de Educación en el gobierno de Balaguer del 1966-1970.
De Ramírez Alcántara se dijo que participó en la Segunda Guerra Mundial, junto al Cuerpo de Ingenieros del Ejército de los Estados Unidos, como asesor para los asuntos latinoamericanos. El general Ramírez Alcantara había realizado estudios de ingeniería Naval. Y fue asesor militar del ejército de Guatemala, durante el gobierno del Presidente Jacobo Arbens.
Ramírez Alcántara acumuló armas desde 1946, junto a Nicolás Silfa (bombas, cohetes y explosivos, en Nueva York). 
Luego de haber participado en la Legión del Caribe que logró sobre la base de una lucha militar establecer como presidente a José Figueres (Pepe) en Costa Rica, Ramírez Alcantara regresa a la República Dominicana intentando derrocar a trujillo, estos intentos fracasaron y se exilia nuevamente en el extranjero desde donde participó activamente en los intentos de derrocamiento de Cayo Confiste y Luperon.
En enero de 1948, Ramírez Alcántara fue condenado igual que Horacio Ornes, en contumacia en la República Dominicana, por su participación e la invasión de Cayo Confites, del año anterior.
A su regreso en 1962, con varios exiliados, fundó su grupo político, el Partido Nacionalista Revolucionario Democrático, viejo grupo de Horacio Vázquez al que dio vida (104). Estaba entre los 26 grupos que terciarían en las elecciones del 20 de diciembre de 1962. Según Bosch, "era un partido pequeño pero muy activo, estrechamente ligado al 14 de junio".
El 20 de diciembre, al realizarse las elecciones generales, el P.R.D. barrió y en segundo lugar quedó U.C.N. El P.N.R.D. del general Ramírez Alcántara "ganó en la provincia de San Juan de la Maguana, por ser él lo que podría llamarse "hijo favorito". La familia Ramírez había proveído el área con caudillos regionales desde principios del siglo, y era algo razonable esperar que esto sucediera (111). El P.N.R.D. y Ramírez Alcántara se fortalecieron en el Suroeste del país, fundamentalmente, en los puntos donde se establecieron grupos activistas religiosos seguidores de Olivorio Mateo y los Mellizos. Su fuerza se reflejó en el triunfo electoral logrado sobre otros grupos políticos participantes en los comicios de 1962.
Murió en Santo Domingo el 30 de julio de 1989.

### Asesor Militar en Guatemala (1944-1954)
Miguel Ángel Ramírez Alcantara participó en la Revolución de Guatemala de 1944 y más tarde acompañado de Juan Rodríguez García y Horacio Ornes habían sido enviado por el entonces presidente Juan José Arévalo Bermejo para defenderse de los rebeldes que intentaban derrocarlo, permaneció peleando para defender el gobierno de Juan José Arévalo que había sido elegido democráticamente y gozaba de una popularidad impresionante para la época, esto hasta 1951 ya que durante el gobierno que encabezara y durante los últimos años que estuvo como Ministro de Defensa Nacional, su compañero de armas Jacobo Árbenz le nombra asesor militar con funciones de las de un Viceministro de Defensa para ese entonces.

### Expediciones en República Dominicana  (1947-1949)
Ramírez Alcántara organizó la Expediccion de Cayo Confites en 1947 logrando organizar junto a Rodríguez García y Horacio Julio Ornes Coiscou, lograron acumular 5 barcos, 18 aviones y más de 1,600 combatientes, pero fueron interceptados por barcos Cubanos y no lograron llegar ni el Batallón comandado por General Ramírez Alcantara ni el pelotón de Rodríguez García, estos fueron apresados en México cuando intentaron abastecerse de combustible. Una vez preso en México las autoridades Mexicanas les informaron a Joaquín Balaguer, entonces embajador en México, justo tres días antes de los expedicionarios restantes llegar a tierras dominicanas. El gobierno Mexicano se rehusó entregar a los rebeldes al gobierno dominicano y los envió a Guatemala donde participó en revoluciones en países como Guatemala, Costa Rica y Nicaragua.
Exiliado en Guatemala en junio de 1949 se organizó otra expedición integrada por los hombres que habían quedado y se habían sumado personajes como Pedro Mir, Ángel Miolan, Fidel Castro, Mauricio Báez, Federico Horacio Vázquez, entre otros. Esta vez contaba con el apoyo de los gobiernos de Guatemala, Costa Rica, Cuba y México.
El grupo dirigido por Ramírez Alcántara, formado por 25 hombres, aterrizaría en San Juan de la Maguana, solar familiar del general. Mientras que el menor, de 12 combatientes, capitaneado por Ornes, lo haría por Luperón, Puerto Plata (provincia de donde era oriundo Ornes y desde cuya ciudad cabecera debía salir a su encuentro un grupo del Frente Interno), acuatizando el 19 de junio en un hidroavión Catalina. Ocho dominicanos, un costarricense y tres nicaragüenses. Y como era costumbre, una tripulación de piloto, copiloto e ingeniero de vuelo, formada por tres norteamericanos. Por la inspiración de estas hazañas se formó el Movimiento Revolucionario 14 de Junio. 
Estando prisionero en Colombia Juan Bosch se declaró en huelga de hambre hasta tanto no fueran liberados todos los expedicionarios. Luego de un acuerdo entre el general Pérez Damera y Bosch los prisioneros fueron liberados y los dirigentes del movimiento iniciaron gestiones ante el gobierno cubano para que les devolvieran las armas confiscadas.
Ante la negativa del gobierno cubano de devolver las armas a los expedicionarios intervino el presidente de Guatemala Juan José Arevalo, quien reclamó la propiedad de las mismas.

### Guerra Civil en Costa Rica (1948)
El General que hasta ese entonces era coronel participó en la guerra Civil Costarricense que se inició en la Semana Santa de 1948, escribió durante su hazaña cada una de las vivencias que ocurrieron durante la misma y hoy en día son sus escritos una reliquia para la historia de Costa Rica.
En esta guerra civil Ramírez Alcantara participó en las batallas libradas en El Empalme, El Tejar, San Isidro y Santa María de Dota todas ciudades de Costa Rica, su participación fue de gran importancia y relevancia para el control de la zona Norte del país que a la llegada de la Legión del Caribe para desponer a Teodoro Picado Michalski, las tropas de José Figueres solo tenían el control de parte de la zona Sur del país. durante su participación en esta guerra Ramírez Alcantara solo contaba con un batallón de 120 hombres y al final solo quedarían 18 al tomar la ciudad de San Isidro de El General recuperando así el control de la parte Oriental de Costa Rica y su única salida al Océano Pacífico en ese entonces. Miguel Ángel Ramírez Alcántara, quien llegó a Costa Rica con el Rango de Coronel fue ascendido a General durante la guerra librada en Costa Rica por José Figueres y más tarde designado jefe de Estado Mayor del Ejército de Liberación Nacional.

### Intentos en Nicaragua de Derrocar a Anastacio Somoza (1955)
Mientras tanto, después de hacerse con el gobierno, José Figueres Ferrer decidió apoyar el derrocamiento de Anastasio Somoza García. No obstante, los reclutas tuvieron una conducta indisciplinada muy ruidosa. Entonces, en diciembre de 1948, Somoza, organizó, una invasión a Costa Rica (Invasión de Costa Rica) con el auspicio de los dictadores Anastasio Somoza, Marcos Pérez Jiménez de Venezuela y Rafael Leónidas Trujillo de República Dominicana. Costa Rica tuvo que recurrir ante la Organización de Estados Americanos para buscar una salida pacífica. Como parte de los compromisos, Figueres devolvió las armas al gobierno de Guatemala, así como algunos exiliados nicaragüenses salieron hacia ese país.

### Regreso a República Dominicana, Revolución de abril de 1965 y su Participación Política (1962-1965)
A su regreso a la República Dominicana en 1962 y fundó su grupo político, el Partido Nacionalista Revolucionario Democrático (PNRD) ganando con el senatoria de la provincia San Juan de la Maguana y participó activamente en las actividades políticas de República Dominicana. En las elecciones generales de 1963 en la que fuera electo Juan Bosch el P.N.R.D. de Ramírez Alcántara consiguió 35,764 votos, según se consigna en la gaceta Oficial número 8749, del 31 de marzo de 1963. Con esta cantidad de votos pudo obtener una senaduría, 4 sindicaturas y 24 regidores a nivel nacional.
Con el derrocamiento de Juan Bosch del poder, la implantación del Triunvirato y la invasión Norteamericana vino el estallido de la Guerra Civil en abril de 1965 en la que el General Ramírez Alcantara tuvo que participar y en el gobierno del triunvirato integrado por Emilio de los Santos, Manuel Enrique Tavarez Espaillat, y Ramón Tapia Espinal fue nombrado Ministro de Agricultura.